# Roumanoff et les Garçons
 (mars 2017).
Si vous disposez d'ouvrages ou d'articles de référence ou si vous connaissez des sites web de qualité traitant du thème abordé ici, merci de compléter l'article en donnant les références utiles à sa vérifiabilité et en les liant à la section « Notes et références ».
Roumanoff et les Garçons était une émission de télévision humoristique française diffusée quotidiennement, puis hebdomadairement, sur France 2 fin 2012.
Ce programme durait six minutes et était diffusé du lundi au vendredi à 19 h 50 ; la diffusion en fut arrêtée en version quotidienne par manque d’audience mais maintenue le samedi vers 18 h 10, jusqu'à son arrêt définitif.

## Participants
- Anne Roumanoff
- Donel Jack'sman
- Willy Rovelli
- Frédérick Sigrist
- Dany Mauro
- Chris Deslandes
- Damien Lecamp
- Johann Roques
- Alexis Macquart

## Chronologie
(mars 2017).
- 17 septembre 2012 : Roumanoff et les Garçons débute.
- 12 octobre 2012 : L’émission passe d’un rythme quotidien à un rythme hebdomadaire.
- 1er décembre 2012 : L’émission s’arrête faute d’audience.